# DVD régiókód

Régiókódok térképe

A régiókódokat a filmipar igényeinek kielégítésére vezették be; segítségükkel az egyes lemezek egy-egy adott területhez rendelhetőek, és azokat csak a megfelelő berendezések képesek lejátszani. Ezzel megoldható, hogy a különböző földrajzi területeken a filmek kibocsátási dátumai eltérjenek: hiába bocsátották ki például a filmet DVD-n Kanadában, attól azt még Japánban – megfelelő eszköz híján – nem fogják tudni megnézni. A forgalomban lévő DVD-lejátszók – a specifikáció szerint – csak olyan lemezt játszhatnak le, melyen be van állítva régiókód. Azonban számos olyan példány is kapható kereskedelmi forgalomban, amely ezt figyelmen kívül hagyja és bármilyen lemez lejátszására alkalmas („régiófüggetlen” vagy „régiómentes” lejátszók), illetve olyan is létezik, melyen beállítható, hogy mely régiókódok lemezeit játssza le.

## Régiókódokhoz tartozó országok
| Régiókód | Terület |
| -------- | --- |
| 0        | Nem hivatalos jelzése annak, hogy világszerte nézhető DVD. Ez nem hivatalos DVD-beállítás, a 0 jelzésű lemezeken vagy nincs régiókód meghatározás, vagy az 1-6. terület bármelyikén működik             |
| 1        | Amerikai Egyesült Államok, Kanada, Bermuda |
| 2        | Európa (kivéve Oroszország, Ukrajna, Fehéroroszország), Közel-Kelet, Egyiptom, Japán, Dél-afrikai Köztársaság, Szváziföld, Lesotho, Grönland, Franciaország tengerentúli területei                      |
| 3        | Délkelet-Ázsia, Dél-Korea, Kínai Köztársaság, Hongkong, Makaó |
| 4        | Mexikó, Dél-Amerika, Közép-Amerika, Karib-térség, Új-Zéland, Ausztrália, Pápua Új-Guinea és Óceánia nagy része                                                                                          |
| 5        | India, Afganisztán, Srí Lanka, Ukrajna, Fehéroroszország, Oroszország, Pakisztán, Afrika (kivéve Egyiptom, Dél-afrikai Köztársaság, Szváziföld, Lesotho), Közép-Ázsia, Dél-Ázsia, Mongólia, Észak-Korea |
| 6        | Kína |
| 7        | Jövőben használatra fenntartva, MPAA-hoz kapcsolódó DVD-k és Ázsia forgalomba kerülése előtti médiamásolatai                                                                                            |
| 8        | Olyan nemzetközi célra fenntartott, mint légierő, sétahajózás stb. |
| ALL      | Az ALL jelzésű DVD-k bármely régióban használhatóak |